# David Dodge Boyden
David Dodge Boyden (* 10. Dezember 1910 in Westport, Connecticut; † 18. September 1986 in Berkeley, Kalifornien) war ein US-amerikanischer Musikwissenschaftler und Instrumentenkundler.

## Leben und Wirken
David D. Boyden studierte an der Harvard University, wo er mit „magna cum laude“ 1938 seine Masterarbeit vorlegte. Anschließend setzte er seine Studien an der Columbia University und der „Hartt School of Music“ in Hartford fort, die ihn 1957 mit einem Ehrendoktortitel würdigte.
Von 1933 bis 1935 studierte er Klavier und in den 1940er Jahren Viola. Von 1939 bis 1975 lehrte und forschte Boyden an der University of California, wo er 1955 Ordinarius wurde und von 1955 bis 1961 Dekan der Musikfakultät war. Als solcher war er maßgeblich am Aufbau der Abteilung Musikwissenschaft, aber auch bei der Förderung der Abteilungen für Musikethnologie, Komposition und instrumentale Aufführungspraxis beteiligt.
Neben zahlreichen Gastprofessuren und Vorträgen war er in den Jahren 1954 bis 1956 und 1960 bis 1962 Vizepräsident der „American Musicological Society“. Über ein Stipendium des Fulbright-Programms (1963) konnte er an der University of Oxford seine Forschungen an den Streichinstrumenten der Hill-Sammlung im Ashmolean Museum fortsetzen. Drei Mal erhielt Boyden die Guggenheim Fellowship (1954, 1966 und 1970), um seine Forschungen an Instrumenten voranzutreiben. 1983 verlieh ihm die „American Musical Instrument Society“ den „Curt Sachs Award“.
Seine wichtigste Veröffentlichung, „The History of Violin Playing from its Origins to 1761“ über die Geschichte der Violine und der Aufführungspraxis, erschien 1965. Eine deutsche Übersetzung „Die Geschichte des Violinspiels von seinen Anfängen bis 1761“ erschien 1971, eine polnische Übersetzung folgte 1980. Neben weiteren Buchveröffentlichungen und Artikeln in Fachzeitschriften verfasste er zahlreiche Artikel für die Musikenzyklopädien Grove und MGG.

## Veröffentlichungen
- „A Manual of Counterpoint“ (New York, 1944)
- „The History and Literature of Music, 1750 to Present“ (Berkeley, 1945)
- „An Introduction on music“ (New York, 1956)
- „The History of Violin Playing from its Origins to 1761“ (1965, 1967, 1985, 1995)
- „Die Geschichte des Violinspiels von seinen Anfängen bis 1761“ (Schott, Mainz, 1971) ISBN 3-795-72100-8
- „Catalogue of the Hill Collection of Musical Instruments in the Ashmolean Museum“ (Oxford, 1969, 1970)